# Lemezboltok Napja
A Lemezboltok Napja (angolul: Record Store Day) az Amerikai Egyesült Államokból 2007-ben indult kezdeményezés, amely az internetes fájlcserélő alkalmazások terjedésével nehéz helyzetbe került és fennmaradásukért küzdő független hanglemezboltok kulturális értékére próbálja meg felhívni a figyelmet világszerte. Magyarországon először a Wave és a Musicland lemezboltok csatlakoztak a kezdeményezéshez 2010-ben. A Lemezboltok Napját minden évben kétszer, április harmadik szombatján és az USA-beli fekete pénteken tartják, és ezen alkalmakra ismert együttesek, előadók adnak ki különleges, limitált példányszámú anyagokat, vagy minikoncerteket tartanak a részt vevő hanglemezboltokban.

## További információ
- Record Store Day hivatalos oldal
- Record Store Day magyar hivatalos oldal